# 이원황
이원황(李源璜, 1889년 1월 6일 ~ 1948년 1월 20일(?))은 대한제국과 일제강점기의 교육자, 교사, 문학자이자 일제강점기의 한학자, 기업인이다. 경기도 시흥군 와리면 초지리(현, 경기도 안산시 초지동) 출신. 1908년 9품이 되고 그해의 학부 교원검정시험에 합격, 공립보통학교 전과 부훈도에 임명되어 공립안산보통학교(현, 경기도 안산시 안산초등학교의 전신)로 발령받고, 전문 과목 한문(漢文) 전담이었다. 1909년 공립보통학교 훈도에 승진임용, 계속 공립안산보통학교에서 재직하다 1911년 5월 8일 사직하였다. 자(字)는 성우(聖遇), 본관은 우계(羽溪)이다.
1931년부터는 강화도 신문리에서 주류 제조회사 강화양조를 설립, 운영하였다. 1939년~1940년에는 강원도 삼척에서 관동흥업사를 운영했다.

## 생애

### 출생과 가계
1889년(고종 26) 1월 9일 경기도 안산군 와리면 초지리에서 태어났으며, 아버지는 외부주사, 인천감리서 주사, 안산군청 주사를 역임한 이민선이고, 어머니는 경주배씨로 배영선의 딸이다. 할아버지는 이재응이고 생조부는 이재성이다. 양 할아버지 이재응은 세 번 재혼했으나 자녀가 없어 자신의 친동생 이재성의 아들 이민선을 양자로 입양했다. 아버지 이민선은 본부인 평산신씨에게 원흥과 원형 두 아들을 얻고, 본부인 사후 재혼한 경주배씨에게서 그를 얻었다.
경안역찰방 이상우의 8대손이고, 고조부는 태화 이현상, 증조부는 분서 이봉녕이다. 대한제국 때 평리원 판사, 검사, 고등재판소 검사를 역임한 이휘선은 5촌 당숙이다.
조부 이재응, 이재성 형제가 서울 종로 세심대에서 안산군 와리면 초지리(현, 경기도 안산시 초지동)로 이주해왔다. 증조부는 사헌부감찰, 금부도사, 돈녕부판관 등을 지내고 청나라의 사신 신재식의 수행원으로 청나라에 다녀온 분서 이봉녕이고, 고조부는 성균관전적, 교서관 등을 역임했고 1811년(순조 11)의 일본 조선통신사 김이교의 제술관으로 다녀온 태화 이현상이다. 이상우의 8대손이다.
이원형(李源馨), 전라북도관찰부 주사를 지낸 이원흥은 그의 이복 형이었다. 전주이씨로 이천응(李天應)에게 출가한 누이 1명이 있고, 남동생으로는 이원용(李源用), 이원종(李源琮), 이원영(李源瑛)이 있는데 이원용은 후일 그와 같이 초지보통학교를 다녔다. 그는 초지보통학교의 고등부에 편입하였고, 동생 이원용, 이복 형 이원형은 초지보통학교의 보통반에 이미 재학 중이었다. 이는 대한매일신보, 황성신문에 보도되었다. 둘째 형 이원형은 5촌 당숙이자 아버지 이교선의 법적 친동생 이돈선(李敦善)의 양자로 입양되었다.
매부 이천응은 선조의 아들 신성군의 9대손으로, 기업인이며, 후일 이천자동차주식회사 대표이사였고, 1930년대 이원황, 이원용, 이원영 형제 및 그의 6촌 동생 이원찬과 함께 강화양조주식회사 경영과, 이천자동차주식회사 경영에 참여했다.
부인은 청주한씨(淸州韓氏)로 강원도, 경상남도, 충청북도관찰사, 육군 참장을 지낸 한진창(韓鎭昌)의 딸이며 조부는 부호군 한치원(韓致元)이고, 증조부는 우부승지 강원도관찰사 백졸 한익상(百拙 韓益相)이며, 어머니는 의령남씨(宜寧南氏)로 남정보(南廷輔)의 딸이다.
시흥군 군자면 지역에는 후일 그의 6촌 형이자 또다른 종조부 재긍(在兢)의 손자 원협(源協)이 초지동 개머리 부락에 또다른 6촌 원직(源直)이 초지동으로 와서 정착했다.

### 수학
초기 삶은 알려진 것이 없다. 1906년 ~ 1907년 한성사범학교에서 수학하였다. 1899년 이후부터 한성사범학교를 졸업한 이는 바로 부훈도(부교사) 교원자격증을 주지 않고, 시험을 통해서 합격자에 한해 교원자격증을 부여했다. 그는 1908년 2월 학부에서 주관, 경성부에서 열린 교원 임용시험에 응시, 합격했다. 임용시험 합격자 발표가 있기 하루 전인 2월 13일 공립안산보통학교(현, 안산초등학교)의 전과 부훈도로 부임하였다.
1907년 5월 초지보통학교의 고등과에 편입학하였다. 초지보통학교에는 그의 동생 이원용, 이원형이 재학중이었다. 1월 25일의 초지보통학교 제2기 시험(第二期試驗)에서 고등부 수석으로 성적을 받았다. 1908년 3월 30일의 초지보통학교 졸업시험에서 우등하였다. 졸업시험의 우등은 이원황, 이원용 2명이고 급제(及第)는 송하영(宋夏永), 이원형(李源馨) 등이었다 한다.
초지보통학교 졸업 직전이던 1908년(융희 2) 1월 9품으로 임용되었다.

### 안산보통학교 부교원, 교원 근무
1908년 9품에 임용되었다. 1908년의 학부 교원검정회(學部敎員檢定會) 시험에 응시, 1908년 2월 14일 한문 전과 부훈도(漢文專科副訓導)에 합격했다. 1908년(융희 2년) 음력 1월 12일(2월 13일) 공립 안산(安山)보통학교(公立安山普通學校)의 전과 부훈도(專科副訓導, 전문과목 부교사)에 임용되었다. 2월 13일 공립안산보통학교 전과 부훈도(公立安山普通學校專科副訓導)에 임명되고 서 판임관 5등(敍判任官五等)에 서임되었다. 담당 교과목은 한문이었고, 전담교과 부훈도였다. 교원 임용 시험 합격은 안산소학교 부임 다음날 발표되었다.
1908년 4월 7일 공립 안산소학교 재개교 및 입학 준비를 주관하였다. 이날 학교 재무서장(財務署長, 행정실장) 이성의(李聖儀), 학교 찬성장(賛成長, 학교후원회장) 엄주한(嚴柱漢) 등과 재개교 준비를 하는 것이 황성신문에 보도되었다.
1908년 4월 25일 학부 교원검정회(學部敎員檢定會)에서 주관하는 한문 전과 부훈도(漢文專科副訓導)자격에 합격하였다.
1909년 12월 13일 학부의 교원검정(敎員檢定) 시험 중 한문 전과 훈도(漢文專科訓導) 자격에 합격하였다. 계속 공립안산보통학교에 한문과목 전과 훈도로 복무하였다.
1910년 1월 11일(1909년 음력 12월 1일) 공립보통학교 전과 부훈도(公立普通學校專科副訓導)에서 공립보통학교 전과 훈도(公立普通學校專科訓導)로 승진, 공립보통학교훈도 서 판임관5등(公立普通學校專科訓導敍判任官五等)에 임용되었다. 계속 공립안산보통학교에서 교편을 잡았다. 1911년 5월 8일 공립보통학교 전과 훈도(公立普通學校 專科 訓導)직을 의원면직하였다.
1919년 6월 25일 부산에서 설립 계획 중인 제약회사 설립에 참여하였으며, 곧 취체역에 이민선(李敏善), 조희정(趙熙正), 남정직(南延稷), 이원황(李源璜)을 선임하고 취체역에는 이중혁(李重赫)을 선출했으며 조선 귀족, 지주가 참여했다. 그러나 나중에 회사명은 조선농사개량주식회사(朝鮮農事改良株式會社)로 정해졌다.
1919년 12월 20일 불우이웃돕기에 밤 50포대를 기탁하였다.

### 기업인 활동
1931년 5월 31일 경기도 강화군 부내면 신문리 205-206번지에 강화양조(주)(江華釀造(株))를 설립하고 주류 제조판매, 일반상품의 위탁판매를 하였다. 강화양조의 전무이사로는 그의 6촌 이원찬(李源讚), 이사는 이근호(李根鎬), 매부 이천응(李天應), 동생 이원용(李源用) 등, 감사는 노상기(盧相基), 이정원(李貞媛), 지배인은 장길환(張吉煥) 등이었다. 1937년 당시 강화양조의 자본금은 10만원, 채권은 3만 7천원이었다. 1937년 무렵까지는 강화양조 회사를 운영 중이었다.
1935년 1월 11일 강원도 이천군 서면, 학봉면의 금은동 광업권을 제출, 1937년 3월 22일부로 조선총독부로부터 승인, 인허가를 받았다.
1935년 5월 17일 김근호를 강화양조 주식회사 대표이사로 선임하고 물러났으나, 1936년 5월 4일 김근호의 용퇴로 그가 다시 강화양조 취체역 사장이 되었다. 이때 그의 6촌 이원찬은 취체역 전무, 매제 이천응은 취체역에 선임되었다. 1937년 7월 30일 강화양조주식회사 대표이사에 재선임되었다.
1937년 7월 9일 강원도 이천군 서면, 학봉면의 금은채굴권이 조선광업령시행규칙 20조 제22항 규정에 의해 취소, 실효되었다.
1937년 7월 30일 강화양조주식회사 주주총회에서 이원황과 이원찬을 대표이사 취체역에서 해임하고 이정원을 감사에서 해임하고, 이정원을 신임 대표취체역으로 선임, 경성부 체부정 206번지 이명규(李明圭)를 감사역으로 선임하여 같은 날 취임했다. 취체역으로 이원용을 동일 취임하고 임기만료된 감사 김근호(金根鎬)를 재선임했다. 이는 8월 2일 등기로 경성지방법원 강화출장소에 신고되었다.
1939년 3월 1일 강원도 삼척군 삼척읍 정상리 77번지에 합자회사 관동흥업사(合名會社關東興業社)를 설립하고 대표이사가 되었다. 업종은 해륙물산무역업 및 촉탁판매업, 목장경영 및 건축업, 여관 및 요리업, 금융 및 기타부대업이었다. 회사 자본 및 주주로는 그가 1만원, 같은 주소지의 한소련(韓小蓮)이 6천원, 경기도 시흥군 군자면 초지리 21번지 거주 이정근(李定根)이 3천원, 경성부 아현동 산8번지-21호 박운학(朴雲鶴)이 오백원, 강원도 삼척군 삼척읍 강하리 15번지 거주 박상순(朴相淳)이 5백원을 출자했다. 이 기간 중 그의 주소지는 강원도 삼척군 삼척읍 정상리 77번였다. 1940년 2월 25일 강원도 삼척군 삼척읍 정상리 77번지에 있던 회사 합자회사 관동흥업사(合名會社關東興業社)가 해산을 결의, 2월 25일부터 3월 15일까지는 관동흥업사의 청산인으로 활동했다.
조선신문 1941년 2월 1일자 6면 11단에 삼척읍 정라항 관동흥업사(關東興業社) 사진이 등장하고, 대표자로 우곡광진(羽谷光振), 양화부 지배인 신정대길(新井大吉), 조선부 지배인 우곡광자(羽谷光子)가 등장한다. 관동흥업사를 인수한 이광진은 그의 일가로 추정되나 정확한 관계를 알 수 없다.

### 생애 후반
해방 후에도 생존해 있었다. 그러나 해방 이후의 행적은 알려진 것이 없다. 묘소는 경기도 시흥군 와리면 초지리(후일의 경기도 안산시 단원구 초지동)에 있다.
그의 사후 강화양조는 이정원이 대표자가 되었다. 강화양조는 1959년까지도 강화군 부내면 신문리에 영업하고 있었다.

## 가계
아들이 없어 종조부 재긍(在兢)의 증손이자 6촌 이원협(李源協)의 셋째 아들 왕근을 양자로 들였다.
- 양 조부이자 종조부 : 이재응(李在應)
- 생 조부 : 이재성(李在星)
- 아버지 : 이민선(李敏善, 1857년 10월 20일 ~ 1938년 7월 24일)
- 어머니(아버지의 본처) : 평산신씨(平山申氏, 1855년 4월 21일 ~ 1886년 8월 22일) 정삼품 학조(正三品學朝)의 딸, 조부는 진사 진현(晉顯), 증조부는 종2품 계(啓), 외조부는 배천인 조태근(白川人 趙泰根)
  - 형 : 이원흥(李源興, 1880년 ~ 1950년), 초명은 승옥(承鈺)
  - 형수 : 전주이씨(1879년 6월 13일 ~ 1903년 7월 18일), 이종응의 딸
  - 형수 : 진주정씨(晉州鄭氏), 주사 정재석(鄭載錫)의 딸
  - 형 : 이원형(李源馨), 본생가 숙부, 호적상 당숙 돈선(敦善)의 양자로 출계
- 어머니(생모) : 경주배씨(慶州裵氏, 1865년 10월 4일 ~ 1938년 8월 15일), 배영선(裵永善)의 딸
  - 동생 : 이원용(李源用, 1891년 ~ 1945년)
  - 동생 : 이원경(李源璟, 1896년 6월 4일 ~ ?), 자는 경옥(景玉)
  - 제수 : 영월엄씨(寧越嚴氏, 1896년 4월 20일 ~ ?), 엄도영(道永)의 딸, 조부는 석기(錫驥), 증조 강(堈), 외조는 수성인 최덕영(崔德泳)
  - 동생 : 이원종(李源琮, 1905년 11월 10일 ~ 1956년 2월 22일)
  - 동생 : 이원영(李源瑛)
  - 누이 : 이정원(李貞媛, ? ~ ?), 기업인
  - 매부 : 이천응(李天應, 1902년 ~ ?), 기업인, 이천자동차, 대광산업, 히카리자동차, 대륙상공 대표이사 사장, 전주이씨 신성군 후(信城君 珝) 후손
    - 외조카 : 이재학(李載學)
    - 외조카 : 이재설(李載卨), 대한민국에서 농림부 차관 역임
    - 외조카 : 이재석(李載錫), 국장 역임

- 부인 : 한소련(韓小蓮, 청주한씨(淸州韓氏), 1886년 7월 24일 ~ 1965년 10월 28일), 관찰사 육군참장 한진창(韓鎭昌)의 딸, 조부 증 참판 치원(致元), 증조 증 참판 익상(益相)
  - 양자 : 이왕근(李旺根, 1915년 8월 15일 ~ ?)
  - 양 며느리 : 전주이씨(全州李氏, 1919년 11월 23일 ~ ?)

- 외조부 : 배영선(裵永善), 본관은 경주
- 장인 : 한진창(韓鎭昌)
- 장모 : 의령남씨, 남정보(南廷輔)의 딸

## 기타
1943년 한때 알 수 없는 이유로 강화양조주식회사는 설립허가를 취소당했다. 1943년 9월 13일 니시하라 마사오(西原正雄)와 하나티 겐에이(羽溪源瑛, 그의 동생 이원영(李源瑛))을 새 중역으로 선임하고, 10월 6일 인허가를 얻었다.

## 같이 보기
- 교원
- 한문

## 관련 자료
- 江華釀造(株) 기업 정보
- 李源璜	官公立各學校>公立普通學校(乙)>京畿道>安山普通學校 專科訓導
- 李源璜	學部>[官公立諸學校]>[公立學校]>公立安山普通學校 專科副訓導
- 李源璜	學部>官公立諸學校>公立普通學校>公立安山普通學校	專科副訓導
- 東亞經濟時報社, 《朝鮮銀行會社組合要錄 (1937년판)》, (東亞經濟時報社, 1937)

## 참고 문헌
- 승정원일기
- 각사등록
- 대한제국 관보
- 황성신문